# Sky Sentinel
Sky Sentinel — автономна зенітна турельна система, розроблена в 2024 році в Україні з використанням технологій штучного інтелекту, яка здатна самостійно виявляти, ідентифікувати та супроводжувати повітряні цілі за допомогою машинного зору та алгоритмів машинного навчання. Sky Sentinel призначена для протидії дронам-камікадзе Shahed-136, назьколітаючим крилатим ракетам і іншим малорозмірним цілям на малих висотах.

## Опис
Sky Sentinel була розроблена українськими інженерами та програмістами, а її виробництво розпочалося у 2024 році. Через міркування безпеки назва виробника не розголошується. Для наведення на ціль використовується система виявлення на базі комп’ютерного зору, тепловізорів і гіростабілізованої оптики. Система здатна в автоматичному режимі виявляти повітряні об’єкти, супроводжувати їх і відкривати вогонь після ручного підтвердження.
Заявлено, що для захисту одного міста необхідно від 10 до 30 турелей. 

## Технічні характеристики[4]
- Калібр: 12,7 мм (.50 BMG)
- Основна зброя: Кулемет M2 Browning
- Темп стрільби: до 500 пострілів за хвилину
- Дальність вогню: до 2 км по повітряних цілях
- Обертання турелі: 360°
- Оптика: імпортовані тепловізори та далекоміри
- Керування: автономне супроводження та наведення, запуск — з дозволу оператора
- Вартість: близько $150 000[5] за одиницю
- Живлення: акумулятор або генератор

## Історія
Розробка Sky Sentinel розпочалася як відповідь на масовані атаки дронів типу Shahed. Перші випробування відбулися навесні 2024 року. В червні того ж року систему вперше застосували під час нічної атаки на Київ. У серпні 2024 року була презентована оновлена версія з покращеним ШІ і швидкодією.
У червні 2025 United24 розпочав збір $1.5 млн на закупівлю 10 Sky Sentinel.

## Серійне виробництво
Станом на 2025 рік система випускається обмеженими партіями. Основне фінансування забезпечується благодійними фондами та донатами. За оцінками розробників, Sky Sentinel дозволяє збивати дрони за ціною в десятки разів нижчою, ніж системи ППО типу NASAMS чи IRIS-T.

## Бойове застосування
- Березень 2024: польові випробування[10] на півдні України
- Квітень–травень 2024: бойові чергування в Запорізькій і Одеській областях
- Червень 2024: успішне знищення[11] кількох Shahed-136 під Києвом
- 2025: розширення географії розміщення, зокрема на східному напрямку

## Оцінка
Sky Sentinel є прикладом ефективної адаптації української оборонної промисловості до нових загроз. Водночас, залежність від імпортної оптики та обмежена виробнича база стримують масове розгортання.